# إجهاض تلقائي
الإجهاض التلقائي هو الإجهاض التلقائي للجنين ، أو خسارة الحمل ، هو موت طبيعي للجنين قبل أن يكون قادر على العيش بشكل مستقل بعيداً عن امه. استخدام أساليب فصل الجنين بعد 20 اسبوع من الحمل بعد وفاته يسمى بولادة جنين ميت (stillbirth).
علامات وأعراض الإجهاض النزيف المهبلي  ، قد يصاحبه ألم أو بدون ألم  ، وخروج خثرة أو نسيج من المهبل.الحزن والقلق والشعور بالذنب قد يحدث عند الام الحامل عند حدوث الإجهاض.
من العوامل المؤثرة على الحمل وقد تؤدي إلى الإجهاض، عمر الوالدين، وحدوث اجهاض في وقت سابق، والتدخين،والسمنة، ومرض السكري، تعاطي الكحول والمخدرات، وأسباب أخرى. احتمال الإجهاض عند السيدات اللاتي أعمارهن أقل من 30سنة بنسبة 10% ، و45% عند السيدات اللاتي أعمارهن أكبر من 40 سنة،  خطر الإجهاض يزيد بعد سن 30 عند السيدات. 80% من حالات الإجهاض تحدث في أول 12 اسبوع من الحمل الثلث الاول من الحمل.تعود أسباب الإجهاض لأسباب كثيرة منها:تشوهات كروموسومية، حمل منتبذ، أو النزيف. تشخيص الإجهاض يكون بعمل فحص داخلي لعنق الرحم لمعرفة إذا كان مغلق أو مفتوح، وفحص هرمون hcg ، وعن طريق جهاز الاشعة فوق البنفسجية.
لمنع حدوث الإجهاض ويكون ذلك ب العناية الطبية الدورية للام، وتجنب تعاطي الكحول والمخدرات، والامراض المعدية،والاشعة،  لا حاجة لأخذ علاج عند الإجهاض من 7-14 يوم من الإجهاض،  أغلب النساء يحدث الإجهاض لديهن بشكل تلقائي وبدون تدخل طبي. في بعض الحالات قد تستدعي الحالة إلى استعمال ادوية الطلق الصناعي misoprostol وتحتاج إلى عملية اجهاض dilation and curettage لازالة الجنين الميت. السيدات اللاتي لديهن العامل الرايزيسي سالب قد يحتجن إلى مضاد رايزيسي. واستعمال المسكنات، والدعم النفسي للمريضة.
الإجهاض هم من أكثر الامور التي قد تواجهها الام الحامل في بداية الحمل. السيدات الحوامل نسبة الإجهاض لديهن من 10-20 % ومن 30 -50 % عند عمليات الاخصاب بشكل عام. 50% من النساء اللاتي تعرضن لحدوث الإجهاض مرتين قبل ذلك هن الأكثر عرضة لحدوث الإجهاض.

## العلامات والأعراض
أكثر عرض شائع للإجهاض هو النزيف المهبلي. قد يختلف النزيف ما بين دم فاتح اللون إلى دم داكن. وقد يستمر النزيف لعدة أيام، نزول دم فاتح اللون قد يكون ليس بالامر الخطير فهو محتمل الحدوث في الثلث الأول من الحمل (أول 12 اسبوع) وقد لايكون علامة مهددة بالإجهاض.
النزيف أثناء الحمل قد يكون مهدداً بالإجهاض، أكثر من نصف السيدات اللاتي يحدث لهن نزيف اثناء الحمل قد يجهضن أجنتهن. قد تكون العلامات الأخرى للإجهاض مهددة أكثر من النزيف.
يمكن اكتشاف الإجهاض من خلال جهاز الاشعة فوق البنفسجية، أو من خلال فحص هرمون HCG ، السيدات اللاتي قمن بعمل الحقن المجهري، أو زراعة الاجنة، واللاتي سبق لهن الإجهاض يجب أن يقمن بكشف دوري أكثر من باقي السيدات الحوامل.
تكون عملية الإجهاض عند معظم النساء بشكل تلقائي، الا أن هناك بعض الحالات بحاجة إلى تدخل طبي مثل عملية الإجهاض D&C أو عملية ERPC لتنظيف الرحم من بقايا أنسجة المشيمة والجنين الميت.

## الأسباب
يحدث الإجهاض لأسباب عديدة، ولم تعرف جميع الأسباب، ومنها: كروموسومية أو جينية، أو تتعلق بالرحم، أو اختلالات هرمونية، أو التهابات في القناة التناسلية أو رفض الأنسجة. عمل فحص للمشيمة للكشف عن وجود اختلالات جينية (فحص الزغب المشيمية CVS أو بزل السلي (السائل الامينوسي) من النادر ما أن يتسبب بالإجهاض بنسبة 1% .

### الثلث الأول من الحمل
أكثر الحالات التي يظهر فيها الإجهاض خلال الثلث الأول. بنسبة (30%-40%) من البويضات المخصبة تجهض وغالباَ بدون علم الام.
الاختلالات الكروموسومية هي أكثر أسباب الإجهاض خلال الثلث الأول من الحمل (أول 13 اسبوع من الحمل) العيوب الكروموسومية تعود اسبابها للوالدين، وهو أحد اسباب تكرار حدوث الإجهاض لدى النساء، أو إذا كان لدى الوالدين طفل أو أحد الاقارب لديه مشاكل في الولادة. العيوب الكروموسومية تظهر عند الاباء الأكبر سناَ، وتظهر بشكل أكبر عند السيدات الأكبر سناَ.
نقص هرمون البروجسترون هو سبب آخر للإجهاض، السيدات اللاتي لوحظ ان هذا الهرمون اقل من مستواه الطبيعي خلال النصف الثاني من الدورة الشهرية (الطور الافرازي لبطانة الرحم).قد يصرف للسيدة الحامل حبوب البروحسترون في الثلث الأول من الحمل. لم تؤكد الدراسات أن أخذ هذا الهرمون يمنع الإجهاض. والتعرف على المشاكل التي تحدث في الطور الافرازي لبطانة الرحم لم يتم اكتشافها لحد الآن.

### الثلث الثاني من الحمل
يحدث الإجهاض في هذه المرحلة لعدة أسباب. أهمها تشوهات خلقية في الرحم، أو وجود أورام في الرحم، أو مشاكل في عنق الرحم. هذه المشاكل قد تؤدي إلى ولادة مبكرة 
أظهرت دراسة أن 19% من حالات الإجهاض في هذه المرحلة، هي بسبب مشاكل في الحبل السري والمشيمة 

### الأسباب المؤدية للإجهاض

#### الحمل بأكثر من جنين
الحمل بأكثر من جنين قد يزيد من خطورة الإجهاض لدى السيدة الحامل 

#### وجود أمراض لدى السيدة
- مرض السكري: تزيد فرصة الإجهاض عند السيدات اللاتي يعانين من مرض السكري.[25] (عدم القدرة على السيطرة على الانسولين وجدت الدراسات ان نسبة الخطورة تزيد بنسبة 3.1% (أكثر من خطر خلفية حوالي 16%) لكل انحراف في مسنوى الهيموغلوبين الغليكوزيلاتي فوق المعدل الطبيعي. لم تؤكد الدراسات ان نسبة المحافظة على مستوى الجلوكوز في الدم بشكل مستقر قد تمنع خطر الإجهاض.
- تكيس المبايض: قد يزيد تكيس المبايض من خطر الإجهاض، ولكنه امر مختلف فيه [26] اظهرت الدراسات ان استخدام دواء ميتفورمين يقلل من خطورة الإجهاض عند السيدات اللاتي يعانين من تكيس المبايض [27][28] ولكن لم تكتمل الدراسات بعد، [29] في عام 2009 اجريت دراسة على الميتفورمين ووجدوا ان تناوله اثناء الحمل ليس آمناَ، ولا يوصى به اثناء الحمل [30] وفي عام 2007الكلية الملكية للقبالة والولادة أوصت بعدم أخذه اثناء الحمل.[29]

صورة ب الاشعة فوق الصوتية تظهر وجود كتلة غير طبيعية في كيس الحمل بجانب الجنين (يمين الصورة) عمر الحمل 7 أسابيع مع وجود نبض هذه الكتل قد تؤدي إلى الإجهاض.

#### أسباب أخرى تسبب الإجهاض
- الجماع خلال الثلث الأول من الحمل قد يسبب الإجهاض ولكن لم يتفق جميع الاطباء على ذلك.
- تعاطي الكوكايين [31] الاصابات، التعرض للسموم، استعمال اللولب اثناء الحمل [32]
- استخدام LEEP اثناء الحمل (الثلث الأول من الحمل)[33]
- استخدام الادوية المضادة للاكتئاب وخاصة الباروكستين والفينافكسين قد يؤدي إلى الإجهاض.[34][35]

## التشخيص
يمكن اكتشاف الإجهاض عن طريق جهاز الاشعة فوق البنفسجية، وعن طريق فحص الانسجة عن طريق فحص الميكروسكوب ويشمل الفحص الزغب، والتغذية للجنين وأجزاءه والتغيرات في بطانة الرحم، أغلب الاجنة التي تجهض تحمل عيوباَ كروموسومية  ، عندما يكتشف وجود عيوب كروموسومية يجب عمل فحص جيني وراثي للأبوين 
معايير الأشعة فوق البنفسجية:
اثبتت الدراسات في المجلة الطبية في انجلترا معتمدة على منظمة الاشعة والاشعة فوق البنفسجية في أمريكا. حيث حددت المعايير التي يثبت فيها الإجهاض.
- يجب أن يكون طول الجنين على الاقل 7 ملم وبدون نبض [الإنجليزية]
- يجب ان يكون قطر كيس الحمل من 16 – 24 ملم وبدون بويضة مخصبة
- غياب النبض بعد 7-13 يوم بعد أخذ الاشعة فوق البنفسجية التي اظهرت كيس الحمل بدون بويضة مخصبة
- غياب الجنين بعد 6 اسابيع من آخر دورة شهرية
- الكيس الامينوسي يظهر بشكل محاذ لكيس البويضة مع عدم وجود بويضة.
- كيس البويضة طوله أكثر من 7 ملم
- كيس الحمل حجمه أصغر من الجنين (يكون هناك فرق في الاطوال بين كيس الحمل وطول الجنين

### التصنيف
النزيف الذي يحدث اثناء الحمل قد يؤدي إلى الإجهاض، ولكن ذلك لم يثبت بعد فمن الممكن ان يبقى الجنين حياَ
في هذه الحالات يثبت الإجهاض:

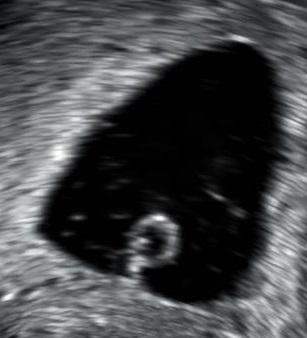
صورة تظهر وجود كيس حمل بدون جنين

- كيس حمل فارغ [الإنجليزية] في هذه الحالة ينمو كيس الحمل ويكبر بدون جنين
- عندما يحدث توسع لعنق الرحم [38] لكن الجنين لم يخرج بعد، قد يؤدي هذا إلى الإجهاض. يتوقف نبض الجنين في هذه الحالة.

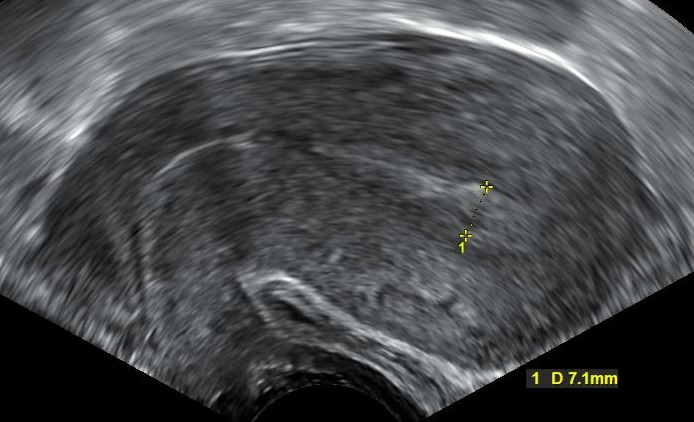
صورة تظهر شكل الرحم بعد النزيف

- الإجهاض الكامل: هو أن تجهض الحامل جميع ما في الرحم:المشيمة والجنين والسائل الامينوسي، قد لا يظهر فحص الحمل ان الرحم فارغ ويجب عمل فحص عند الطبيب بواسطة الاشعة فوق الصوتية
- الإجهاض غير الكامل: هو ان يبقى في الرحم جزء من الحمل .[39] زيادة المسافة بين جدران الرحم بواسطة تنظير المهبل وقد يزيد من سمك بطانة الرحم. يتم اكتشاف بقايا الحمل داخل الرحم بواسطة اشعة دوبلر [40] في حالة الحمل خارج الرحم يتم كشفه عن طريق فحص هرمون hcg [40]

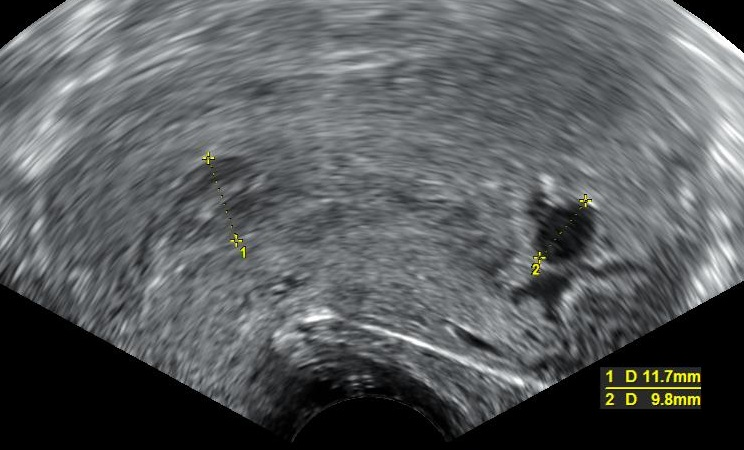
الصورة تظهر وجود بقايا من كيس الحمل وبعض المكونات (اجهاض جزئي)

تظهر الصورة جنين بدون نبض (الاجهاض الصامت)

- الإجهاض الصامت: موت الجنين ولكن لم يتم اجهاضه بعد، ويتم اجهاضه في وقت لاحق ويسمى بالإجهاض الصامت.[41][42]
- الاجهاض المتعفن: وهو موت الجنين وبقاؤه داخل الرحم أو بقاء اجزاء داخل الرحم مما يؤدي إلى تعفنها داخل الرحم وهو مهدد لحياة الام.
- الاجهاض المتكرر: حدوث الإجهاض أكثر من 3 مرات وإذا كانت نسبة حدوث الإجهاض 15% [43] 85% من النساء اللاتي اجهضن أكثر من مرتين متتاليتين من الممكن ان يحملن بشكل طبيعي بعد ذلك.

علامات واعراض الإجهاض حسب فترة الحمل:
- بعد 6 اسابيع يكون هناك بقع دم وحدوث تقلصات وألم يشبه الم الدورة
- من 6 اسابيع إلى 13 اسبوع يكون هناك دو حول الجنين والمشيمة وقد يستمر الدم لعدة أيام ويرافقه التقسؤ والاسهال وعدم الارتياح.
- أكثر من 13 اسبوع يمون الجنين من السهل عليه الخروج من الرحم والمشيمة والم يشبه الم الإجهاض في بداية الحمل ولكنه قد يكون مهدداَ للحياة

### التصنيف الدولي للأمراض
- الاجهاض المتكرر N96 [الإنجليزية]
- الإجهاض غير الكامل O03.0-O06.4 [الإنجليزية]
- الإجهاض الصامت O02.1 [الإنجليزية]
- الإجهاض المهدد للحياة O20.0 [الإنجليزية]

## الوقاية
ليس هناك أي طريقة للوقاية من الإجهاض سوى معرفة اسباب الإجهاض واجراء الفحوص والكشوف الدورية ولم تظهر الدراسات ان أخذ الفيتامينات والمكملات الغذائية تمنع الإجهاض 

## العلاج
النزيف هو أول العلامات التي قد تظهر عند قرب حدوث الإجهاض أو الحمل خارج الرحم.الالم لا يكون شديداَ ولكنه علامة للحمل خارج الرحم  في حالة فقد كميات من الدم، والالم الشديد، يجب عمل تنظير للمهبل، وعمل فحص لقياس مستوى هرمون BHCG للتأكد من أن الحمل خارج الرحم وهي حالة مهددة للحياة 
إذا كان النزيف خفيف تكتفي باستشارة الطبيب، وإذا كان النزيف شديد والم شديد وحمى تصبح حالة طارئة ويجب تدخل طبي طارئ.
يجب الراحة في السرير [الإنجليزية] للسيدة الحامل، وعند وجود دم بين المشيمة وبطانة الرحم وتظهر على جهاز الالتراساوند 
لم يثبت ان استعمال (Rho(D بعد الإجهاض التلقائي قد يفيد  في بريطانيا يوصى به بعد 12 اسبوع من الحمل، ولكن قبل 12 اسبوع يتم تدخل جراحي لاكمال الإجهاض.

### الطرق
ليس هناك علاج للإجهاض بشكل عام باستثناء (الحمل خارج الرحم) وفي حالات الإجهاض الجزئي وكيس الحمل الفارغ والإجهاض الصامت،
هناك 3 حلول لهذه الحالات:
- المراقبة والانتظار في أغلب الحالات من 65%- 80% ينجح خلال الفترة من اسبوعين إلى 6 اسابيع .[52] وتجنب التدخل الجراحي والأدوية [53] ولكن يزيد خطر الإصابة بالنزيف [52]
- استعمال الادوية (ميزوبروستول) ليحفز اتمام عملية الإجهاض. 95% من الحالات التي تستعمل الادوية يحدث الإجهاض خلال أيام. [52]
- التدخل الجراحي هو اسرع الطرق لاتمام الإجهاض وهو يقلل من خطر النزيف، ويمنع الإلآم الإجهاض .[52] في حالة الإجهاض المتكرر يجب عمل عملية D&C لاخذ عينة من الانسجة لعمل فحص للكروموسومات.

ويمكن استخدام التقنيات التالية:
- Vacuum_aspiration : يتم اجراؤه عن طريق عنق الرحم
- D&C هي عملية جراحية وهي تقوم بتنظيف الرحم وتفريغه من مكوناته ولكن لهذه العملية مضاعفات قد تسبب اصابة للرحم وعنق الرحم وتحدث ثقوب في الرحم وهذا يؤثر على السيدة التي تريد الانجاب في المستقبل.

### الإجهاض المتأخر
علاماته وأعراضه 
- كيس الحمل أكبر من 30 – 35 ملم وطول الجنين 25 ملم (مقارنة بعمر الحمل من 7-9 اسابيع يجب أخذ الادوية وقد يحتاج إلى تدخل جراحي
- كيس الحمل اقل من 15-20 ملم مقارنة بعمر الحمل أقل من 7 أسابيع يجب استخدام تقنيات الإجهاض الأخرى والتدخل الجراحي غير موصى به.

### الإجهاض الجزئي
العلامات والأعراض 
- يكون حجم ما تبقى في الرحم أقل من 15 ملم
- يكون حجم ما تبقى في الرحم (15-20) يجب التدخل الجراحي في هذه الحالة
- يكون حجم ما تبقى في الرحم أكثر من 35 ملم:* تناول ميزوبروستول لتسريع خروج ما في الرحم:* المراقبة للسيدة الحامل للتأكد من حدوث الإجهاض:* في حال عدم الاستفادة من تناول الادوية يجب عمل فحص نسائي داخلي

## Prognosis

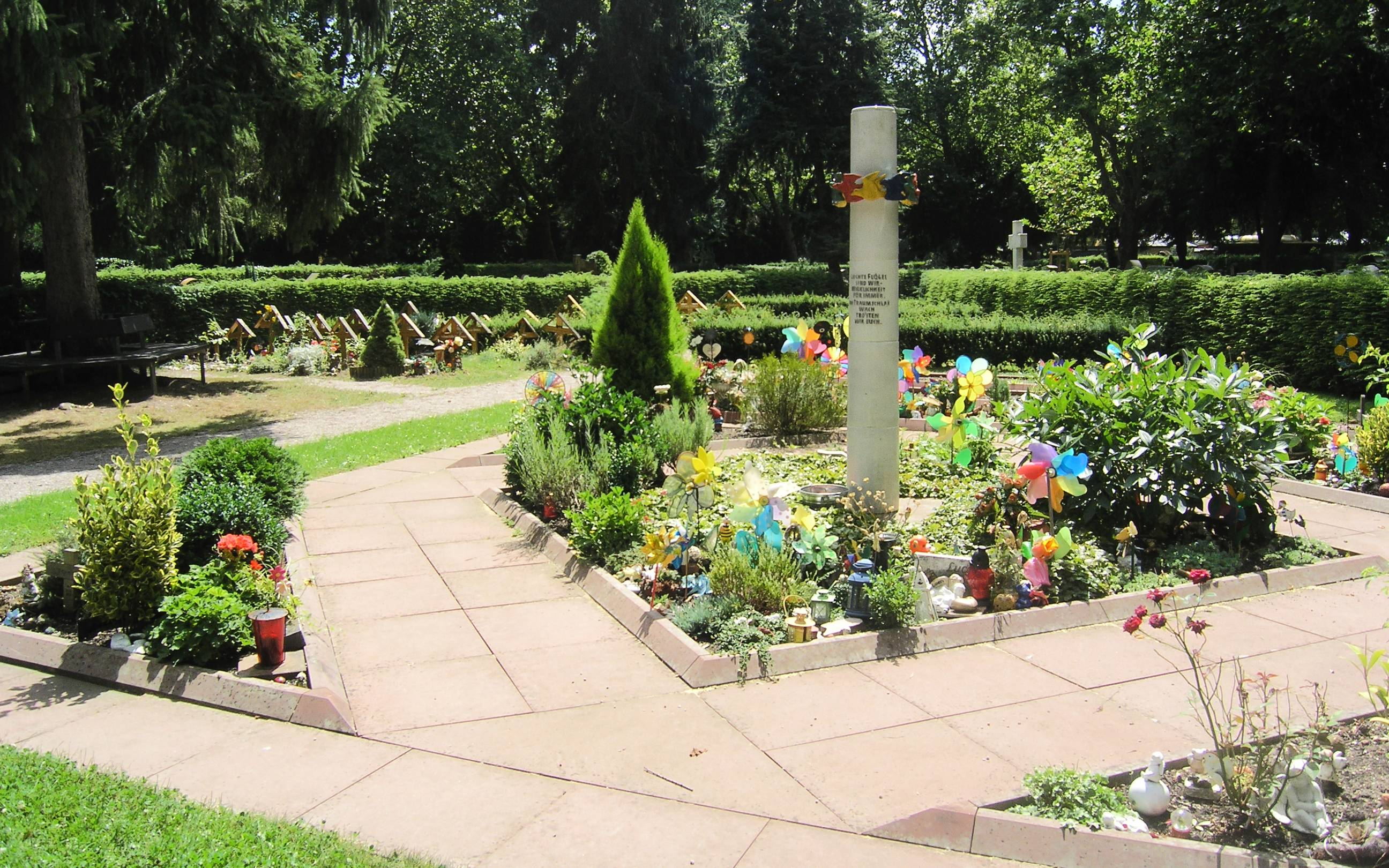
A مقبرة for miscarried babies

### الحالة النفسية
قد يتبع الإجهاض حالة نفسية  اظهر الاستبيان ان 55% يعانين من الاكتئاب بعد الإجهاض، بينما 25% يبقى الاكتئاب لمدة 3 أشهر، و18% يبقى لمدة 6 أشهر و11% يبقى لمدة سنة 
بالإضافة إلى الشعور بالفقدان وعدم القدرة على التعامل مع الآخرين، الأشخاص الذين لا يملكون القدرة على السيطرة على مشاعرهم قد يؤدي ذلك إلى عواقب وخيمة.

## Terminology
يطلق مصطلح الإجهاض على فقدان الحمل المبكر قبل اتمام الحمل  ، الاجنة التي تولد قبل 24 اسبوع من النادر أن يبقى حياً. ومع ذلك فان تسمية موت الجنين تختلف من بلد إلى آخر وتعتمد على وزن وعمر الجنين 16 اسبوع في النرويج، و20 اسبوع في بريطانيا و26 اسبوع في إيطاليا واسبانيا  الجنين ان توفي قبل هذا العمر الحملي قد يسمى بولادة جنين ميت  في بريطانيا تسجل حالات الإجهاض قانونياً.
تغيرت المصطلحات الطبية الخاصة بالنساء خلال الحمل بمرور الوقت  قبل 1980 استخدم العلماء مصطلح (الإجهاض التلقائي) للإجهاض والإجهاض المتعمد كان يطلق عليه TOP . احياناً يكون هناك شكوك تحيط بالإجهاض. هناك سيدات لايفضلن الإجهاض وهناك اخريات لايبالين بذلك حسب اختلاف الثقافات 
في أواخر 1980 و 1980 أصبح الأطباء أكثر وعياً بشأن المصصطلحات التي تتعلق بفقدان اللحمل. شجعت المؤلفات الطبية على استخدام مصطلح الإجهاض عوضاً عن الإجهاض التلقائي وذلك احتراماً لمشاعر المرأة وتخفيفاً لآلامها  وقد أوصى الأطباء في بريطانيا بتغيير هذه المصطلحات 
اظهرالتحليل التاريخي أن تغيير هذه المصطلحات لم يحدث الابعد تغييرات في التشريع عام 1960 والتطور الذي حدث في مجال تكنولوجيا الموجات فوق الصوتية في 1980 سمحت لهم بتغيير المصطلحات  البلدان التي لا زال الإجهاض غي شرعي فيها فهم لايستطيعون التمييز بين الإجهاض الطبيعي والمتعمد

## الحيوانات الأخرى
يحدث الإجهاض لجميع الحيوانات ويعود إلى أسباب تلقائية، مثلاً في الأغنام يحدث بسبب الازدحام، أو بسبب مطاردة الكلاب لها. وعند الأبقار يحدث بسبب الامراض المعدية مثل الحمى المتموجة ولكن يمكن تفادي ذلك باعطائها التطاعيم  وهناك أمراض أخرى قد تسبب الإجهاض.